# Chiesa di Sant'Eufemia (Teglio)
La chiesa di Sant'Eufemia è la parrocchiale di Teglio, in provincia di Sondrio e diocesi di Como; fa parte del vicariato di Tirano.

## Storia
La primitiva chiesa di Teglio sorse tra i secoli V e VI, come testimoniato dai resti rinvenuti durante la campagna di scavi archeologici avvenuta tra il 2011 e il 2012. Questo edificio, che era ad un'unica navata, era rivolto con l'abside, di forma semicircolare, ad oriente e presentava un banco, anch'esso semicircolare, presso cui sedevano i sacerdoti durante la celebrazione.
Tra il IX e X secolo la struttura subì un parziale rifacimento che interessò soprattutto l'abside: ne venne realizzata una nuova addossata a quella precedente; inoltre, dai suddetti scavi emerse che vi era pure un secondo piano nel pavimento.
Verso l'XI secolo questa seconda chiesa venne distrutta e al suo posto ne sorse una nuova di maggiori dimensioni, che aveva una pianta a tre navate, tutte terminanti con un'abside; essa, che era in stile romanico, fu consacrata il 4 novembre 1117 dal vescovo di Como Guido Grimoldi.
La nuova chiesa, realizzata a partire da quella romanica, venne costruita tra il Cinque e Seicento; nel XVI secolo fu edificata pure la cappella del battistero.
Dalla relazione della visita pastorale del 1614 del vescovo Filippo Archinti s'apprende che la pieve di Teglio, nella quale avevano sede le confraternite dei Disciplini Bianchi e della Dottrina Cristiana, aveva come filiali le chiese di San Lorenzo Martire, di San Giovanni presso l'omonimo borgo, di Santa Maria a Ligone Superiore, di San Rocco a Ligone Inferiore, di San Martino Vescovo e dei Santi Gervasio e Protasio in località Branchi.
Il 19 settembre 1625 papa Urbano VIII elevò la chiesa al rango di prepositurale e di collegiata ed istituì un collegio di quattro canonici.
Il 29 gennaio 1968 la chiesa, fino a quel momento sede di un vicariato foraneo, venne aggregata al vicariato di Tirano.

Il tetto subì poi un intervento di restauro iniziato nel 2011 e portato a termine nel 2013.

## Descrizione

### Facciata
La facciata, di impianto romanico ed ampliata nel 1730, è anticipata dal protiro ed è caratterizzata da delle lesene, da un rosone ed è conclusa dal timpano triangolare ai lati e sopra del quale vi sono dei pinnacoli; ai lati sono presenti due ali sulle quali s'aprono delle finestre di forma curvilinea.
Il portale risale al 1506.

### Interno
L'interno è suddiviso in tre navate; sulla navatella di destra s'affacciano due cappelle laterali, su quella sinistra tre; al termine dell'aula vi è il presbiterio, inframezzato tra la sagrestia e il campanile e a sua volta chiuso dell'abside di forma quadrata e coperta da volta a botte.
Opere di pregio qui conservate sono le pale raffiguranti il Salvatore, la Vergine Maria e i Dodici Apostoli, tutte e tre di scuola lombarda, le tele ritraenti Scene della vita di Sant'Eufemia, realizzate dallo svizzero Giovanni Battista Soldati, l'altare maggiore, costruito in stile tardobarocco nel 1780 da Gabriele Longhi, un'immagine aurea con soggetto Sant'Eufemia e una lampada argentea risalente al Settecento.